# إيدير ماسيدو
إيدير ماسيدو بيزيرا (بالبرتغالية: Edir Macedo) (من مواليد 18 فبراير 1945) أسقف إنجيلي برازيلي وكاتب ورجل أعمال الملياردير وهو أيضًا مؤسس وأسقف الكنيسة العالمية لملكوت الله الخمسينية. وهو المالك ورئيس ثاني أكبر شبكة تلفزيونية في البرازيل، ريكورد تي في، منذ عام 1989 مع مجموعة التسجيل، التي أسسها بعد أن اشترى الشبكة. من بين أغنى الزعماء الدينيين في العالم. نشأ كاثوليكي، اعتنق المسيحية الإنجيلية في أوائل السبعينيات. في عام 1977 أسس طائفته الخاصة في ريو دي جانيرو، والتي تتبع «لاهوت الازدهار»، مؤكدًا أن الإيمان والالتزام بالكنيسة يكافآن بالثروة. ينبع الجزء الأكبر من ثروة ماسيدو من ملكيته لشركة ريدي ريكورد، ثاني أكبر محطة إذاعية في البرازيل، والتي حصل عليها في عام 1990 من الفنان سيلفيو. سانتوس. من غير الواضح كيف حصل على التمويل اللازم لشراء الشركة: قامت الوزارة العامة بالبرازيل بالتحقيق في السؤال لأكثر من عشر سنوات بينما زعمت بعض التقارير أنه استخدم أموال الكنيسة. في يوليو من عام 2013، أصبح أيضًا مصرفيًا بعد استحواذه على حصة 49 ٪ في بنك بانكو رينر المملوك للقطاع الخاص، والذي يحتل مكانة بين أعلى معدلات الفائدة في البرازيل. أثارت الصفقة الجدل جزئياً لأن البنك المركزي البرازيلي تعامل مع ماسيدو كمستثمر أجنبي منذ أن كان مقيمًا في الولايات المتحدة. تمتد إمبراطوريته الإعلامية أيضًا إلى شركة W67CI التابعة لشركة تيليموندو في أتلانتا. 
في عام 2014، افتتح ماسيدو نسخة طبق الأصل ضخمة من معبد سليمان في ساو باولو، والتي تستوعب 10000 من أتباع الكنيسة، وهي ضعف كنيسة المسيح المخلص الشهير، الواقع في ريو دي جانيرو. كلفت الكنيسة الضخمة مبلغ 200 مليون دولار لبناء وتعمل بمثابة مقر العالمي.
تم إنتاج فيلم دراما السير الذاتية هذه رحلة صعود القائد البروتستانتي وعملاق الأعمال المثير للجدل «إيدير ماسيدو» إلى عالم الشهرة على شبكة نتفليكس بعنوان لا شيء تخسره بيترونيو غونتيجو، داي ميسكيتا، بيث غولارت.